# Pablo Aimar
Pablo César Aimar (Río Cuarto, 3. studenog 1979.), je argentinski umirovljeni nogometaš.
Karijeru je počeo u River Plateu, a igrao je još za Valenciju, Real Zaragozu, Benficu i Johor Darul Ta'zimu.